# Dimokratikos Synagermos
DISY (Grieks: Δημοκρατικός Συναγερμός, Dimokratikos Synagermos) wat betekent: Democratische Coalitie, is een conservatieve politieke partij in Cyprus. De partij is opgericht in 1976 door Glafkos Klerides.
De leider van de partij is Nikos Anastasiadhis. De jongerenorganisatie gelieerd aan de partij is NEDISY.
In parlementsverkiezingen van 2006 kreeg de partij 127.776 stemmen (30,3%, 18 zetels).
In de presidentsverkiezingen van 2002 kreeg de kandidaat van de partij, Glafkos Klerides, 160.724 stemmen (38,8%).
De partij heeft twee zetels in het Europees Parlement.